# Студия 30 (сезон 4)
Четвёртый сезон американского комедийного телесериала «Студия 30» впервые был показан на телеканале NBC с 15 октября 2009 года по 20 мая 2010 года. В создании сезона принимали участие телекомпании Broadway Video, Little Stranger и NBC Universal, а исполнительными продюсерами стали автор идеи Тина Фей, а также Лорн Майклс, Марси Кляйн, Дэвид Майнер и Роберт Кэрлок.
В центре сюжета сериала находится вымышленное скетч-шоу TGS with Tracy Jordan и его главный сценарист Лиз Лемон (Тина Фей), которая пытается совмещать работу и личную жизнь. В начале сезона Джек и Лиз озабочены поиском нового актёра для TGS, а вымышленная компания Kabletown приобретает телеканал NBC. Также Лиз надеется наладить отношения с мужчиной, который, как она предполагает, станет её мужем в конце сезона. Сезон состоял из 22 эпизодов. Эпизоды выходили по четвергам в 9:30 часов вечера, кроме двух эпизодов, которые выходили в паре с последующими — 14 января в 9:00 и 22 апреля в 8:30 часов вечера.
Сезон получил неоднозначные, но в целом положительные, отзывы, хотя многие критики отметили ухудшение и слабость сценария сериала. После рекордов двух предыдущих годов (17 номинаций в 2008 и 22 — в 2009 году) оценка телеассоциациаций заметно снизилась. Сезон был номинирован «Эмми» в пятнадцати номинациях, но не получил ни одной из наград. Среднее количество зрителей составило 5,88 млн человек — самый низкий рейтинг после начала трансляции сериала. 21 сентября 2010 года первый сезон был выпущен на DVD в первом регионе, 25 октября 2010 — во втором, а 3 ноября 2010 — в четвёртом регионе.

## Сюжет
В то время как Лиз даёт любовные советы мужской части коллектива TGS, не приносящие ничего, кроме вреда, ей встречается мужчина (Майкл Шин), который мог бы стать её любимым, несмотря на первоначальное отсутствие интереса Лиз к нему. Также она пытается купить квартиру, расположенную над её. Что касается Джека, то он увлекается двумя разными женщинами и затрудняется с выбором между своей школьной возлюбленной (Джулианна Мур) и такой же успешной, как и он, девушкой (Элизабет Бэнкс). Также Джек пытается произвести впечатление на руководителей компании Kabletown. Трейси старается, чтобы его начали воспринимать всерьёз, и снимается в фильме Hard to Watch, чтобы исполнить свою заветную мечту и попасть в «Список людей, получивший Оскар, Эмми, Грэмми и Тони». Дженна начинает встречаться с мужчиной, являющимся драг-квином традиционной ориентации (Уилл Форте), и видится со своей матерью (Джен Хукс). К тому же, возникают обстоятельства, которые могут стать причиной увольнения Кеннета Парселла.
Некоторые сюжетные линии описывают приобретение телеканала NBC компанией Kabletown. Также сообщается о смерти бывшего председателя GE Дона Гейсса (Рип Торн). Джек поручает команде TGS найти нового актёра для шоу. Узнав об этом, Джош Джирард увольняется со своей работы, чтобы попробовать себя в новом качестве, но терпит неудачу и возвращается назад. В конце концов, на эту должность берут Джека «Дэнни» Бэйкера (Шайенн Джексон).
Заканчивается сезон свадьбой Кери Ксерокс с Арисом, лицо которого по-прежнему не показывают зрителям.

## Съёмочная группа
В создании «Студии 30» участвовали компании Broadway Video, Little Stranger и NBC Universal, а впервые сериал был показан на телеканале NBC в США. Исполнительными продюсерами стали автор идеи Тина Фей, а также Лорн Майклз, Марси Кляйн, Дэвид Майнер и Роберт Кэрлок. В качестве соисполнительных продюсеров выступили Джек Бёрдитт, Мэтт Хаббард, Джефф Ричмонд, Джон Ригги и Рон Уэйнер. Продюсерами сезона стали Алек Болдуин, Джерри Капфер, Пола Пелл и Дон Скардино, а сопродюсерами — Диана Шмидт, Ирен Бёрнс и Кэй Кэннон.
На протяжении сезона режиссёрами стали восемь человек. Режиссёрами более чем одного эпизода стали продюсер сериала Дон Скардино, а также Бет Маккарти-Миллер. Режиссёрами только одного на протяжении сезона эпизода стали Джон Ригги, Гейл Манкузо, Кен Уиттингэм, Стивен Ли Дэвис, Миллисент Шелтон и Джефф Ричмонд. Написанием сценариев занимались Тина Фей, Роберт Кэрлок, Мэтт Хаббард, Рон Уэйнер, Дилан Морган, Джош Сигал, Джон Хэллер, Трейси Уигфилд, Джек Бёрдитт и Пола Пелл.

## В ролях
Поскольку сюжет сериала вращается вокруг телешоу TGS, главные роли в сезоне исполнили актёры, сыгрывшие сотрудников телеканала. Тина Фей исполнила роль Лиз Лемон, главного сценариста шоу. В шоу работали два главных актёра. Трейси Морган сыграл Трейси Джордана, взбалмошного неудачливого киноактёра. Роль его напарницы, чрезвычайно самовлюблённой актрисы Дженны Марони, исполнила Джейн Краковски. Джош Джирард, которого сыграл Лонни Росс, в предыдущих сезонах был одним из актёров TGS, но в эпизоде «Season 4» покинул шоу. Новым актёром, пришедшим ему на замену, стал Джек «Дэнни» Бэйкер, роль которого исполнил Шайенн Джексон. Джек Макбрайер исполнил роль простодушного служащего телеканала Кеннета Парселла. Остроумного и здравомыслящего продюсера «TGS» Пита Хорнбергера сыграл Скотт Эдсит, а роль энергичного и постоянно носящего бейсболку одиозного сценариста Фрэнка Росситано исполнил Джуда Фридландер . Руководителя телеканала NBC Джека Донаги изобразил Алек Болдуин. Туфера Сперлока, выпускника Гарвардского университета и работника команды сценаристов шоу сыграл Кит Пауэлл. Катрина Боуден исполнила роль помощницы сценаристов Кери Ксерокс. Также в сезоне появлялись повторяющиеся персонажи из первых сезонов: Джонатан (Молик Панчоли), «Гризз» Грисуолд (Гризз Чэпман), «Точка com» Слэттери (Кевин Браун) и Дж. Д. Лутц (Джон Лутц).
Несколько повторяющихся ролей в сезоне сыграли приглашённые звезды. В течение сезона Джек увлекается двумя женщинами. Роль первой, Эйвери Джессап, исполнила Элизабет Бэнкс (в семи эпизодах — «Anna Howard Shaw Day», «Future Husband», «Khonani», «Lee Marvin vs. Derek Jeter», «The Moms», «Emanuelle Goes to Dinosaur Land» и «I Do Do»). Роль бывшей школьной возлюбленной, Нэнси Донован, исполнила Джулианна Мур, которая появилась в пяти эпизодах («Secret Santa», «Winter Madness», «Lee Marvin vs. Derek Jeter», «Emanuelle Goes to Dinosaur Land» и «I Do Do»). Также появлялись бывшие мужчины Лиз. Джейсон Судейкис сыграл Флойда в четырёх эпизодах («Anna Howard Shaw Day», «Floyd», «Emanuelle Goes to Dinosaur Land» и «I Do Do»), Джон Хэмм исполнил роль доктора Дрю Бэйрда (эпизоды «Anna Howard Shaw Day» и «Emanuelle Goes to Dinosaur Land»), Дин Уинтерс изобразил Денниса Даффи в эпизодах «Anna Howard Shaw Day» и «Emanuelle Goes to Dinosaur Land». Майкл Шин сыграл британца Уэсли Снайпса, человека, который верит, что он и Лиз предназначены друг другу (эпизоды «Future Husband», «Don Geiss, America and Hope», «Emanuelle Goes to Dinosaur Land» и «I Do Do»). Роль Девона Бэнкса, соперника Джека, по-прежнему исполнял Уилл Арнетт (эпизоды «Into the Crevasse» и «Dealbreakers Talk Show #0001»). Роль доктора Спейсмана в четвёртом сезоне стала гостевой, и её так же, как и в первых сезонах, исполнил Крис Парнелл (эпизоды «Sun Tea» и «Dealbreakers Talk Show #0001»), а доктора Каплана сыграл Джеймс Ребхорн (эпизоды «Future Husband» и «Don Geiss, America and Hope»). Уилл Феррелл изобразил Шейна Хантера в эпизодах «The Moms» и «Lee Marvin vs. Derek Jeter», а Уилл Форте сыграл Пола, парня Дженны (эпизоды «Argus» и «I Do Do»). В первом эпизоде появилась звезда из предыдущего сезона — Стив Бушеми в роли нанятого Джеком частного детектива Ленни Возняка. В финальном эпизоде роль Кэрола исполнил Мэтт Деймон. Режиссёр Шон Леви изобразил Скотти Шофара в эпизоде «The Problem Solvers», а Шерри Шеперд и Бобби Томпсон исполнили роли жены и сына Трейси, соответственно. В этом сезоне появились матери главных героев — Джека (роль Колин исполнила Стритч, Элейн в эпизоде «The Moms»), Лиз (роль Маргарет исполнила Анита Джиллетт в эпизоде «The Moms»), Дженны (роль Верны исполнила Джен Хукс в эпизодах «Verna» и «The Moms») и Фрэнка (роль Сильвии исполнила Пэтти Люпон в эпизоде «The Moms»).
В качестве приглашённых звёзд, сыгравших самих себя, в сезоне появились Брайан Уильямс (эпизоды «Audition Day» и «Future Husband»), Джимми Фэллон («Stone Mountain»), Бетти Уайт («Stone Mountain»), Падма Лакшми («The Problem Solvers»), Вупи Голдберг («Dealbreakers Talk Show #0001»), Джеймс Франко («Klaus and Greta»), Джон Бон Джови («Anna Howard Shaw Day»), Джек Уэлч («Future Husband»), Базз Олдрин («The Moms»), Новелла Нельсон («The Moms»).

## Критика

### Отзывы критиков
На основе семнадцати критических рецензий Metacritic поставил сезону средневзвешенную оценку 74 из 100, что означает в целом положительный приём четвёртого сезона «Студии 30». Роберт Каннинг из IGN назвал сезон «впечатляющим» и отметил, что, хотя «„Студия 30“ больше не кажется дерзким новым сериалом, а середина сезона получилась немного унылой, отличное начало и превосходный финал показали, что он по-прежнему является прекрасной комедией». Посмотрев третий эпизод сезона, «Stone Mountain», рецензент The A.V. Club Леонард Пирс, назвал сериал «ужасным», отметив, что после просмотра первых эпизодов четвёртого сезона очевидно, что создателям сериала необходимо сделать хоть что-нибудь для улучшения сериала. Он заметил, что «развитие сюжетных линий персонажей принесли в жертву случайным дурацким шуточкам». Шон Гэндерт из журнала Paste, давая оценку последнему эпизоду «I Do Do», подвёл итог сезона, сказав, что хотя «сериал по-прежнему интересен», но он не может преодолеть заданную планку и стать «выдающимся». Он так же, как и Пирс, отметил отсутствие развития персонажей, но Гэндерт увидел небольшое улучшение к концу сезона и выразил надежду, что «продолжение сериала будет более ярким». Журналист Variety Брайан Лоури заметил, что «Студия 30» может повторить судьбу другого сериала CBS из 1990-х годов — «Мерфи Браун» — и, достигнув пика популярности в третьем сезоне, шоу постепенно потеряет свои позиции. Лоури сказал, что «фактически, золотые моменты шоу остались в прошлом». Дэн Айверсон из IGN, рецензируя издание сезона на DVD, наоборот, отметил постоянство качества «Студии 30» и сказал, что, благодаря новым персонажам и сюжетным линиям, «этот сезон сто́ит посмотреть от начала до конца». Рецензент DVD Talk Райан Кифер отметил, что из-за стремления «втиснуть в эфирное время как можно больше шуток» и «отсутствия развития сюжетных линий», которое раньше было основной гордостью сериала, «факт остаётся фактом — в четвёртом сезоне было гораздо меньше творческих находок, чем в предыдущие годы».

### Рейтинги
По сравнению с предыдущим, четвёртый сезон показал некоторое снижение зрительской аудитории. Премьерный эпизод «Season 4» привлёк внимание 6,4 млн зрителей, в то время как премьерный эпизод третьего сезона «Do-Over» посмотрели 8,7 млн человек. Тем не менее, при показе второго эпизода «Into the Crevasse» зрительская аудитория выросла до 6,7 млн человек. К 19 ноября, когда был показан шестой эпизод «Sun Tea», количество зрителей вновь снизилось — его увидели 5,7 млн зрителей в США, но рождественский эпизод «Secret Santa» привлёк внимание 6,7 млн человек. Далее зрительская аудитория снижалась, и семнадцатый эпизод «Lee Marvin vs. Derek Jeter», показанный в эфире 22 апреля 2010 года, посмотрели рекордно низкое для сериала на тот момент количество зрителей в США — 4,0 млн человек. До этого эпизодами, привлёкшими минимальную зрительскую аудиторию, были эпизоды первого сезона «Jack the Writer» и «Hard Ball», которые посмотрели по 4,6 млн американский зрителей. Финальный эпизод сезона «I Do Do» увидели 5,5 млн человек, в то время как финал предыдущего сезона привлёк внимание 5,7 млн зрителей. Среднее количество зрителей для четвёртого сезона составило 5,9 млн человек, поставив сериал на 86-е место в сезоне.
| Сезон | Таймслот | Премьера сезона | Премьера сезона | Финал сезона | Финал сезона | Количество эпизодов | Сезон     | Зрители | Ранг |
| Сезон | Таймслот | Дата            | Зрители         | Дата         | Зрители      | Количество эпизодов | Сезон     | Зрители | Ранг |
| ----- | --- | --------------- | --------------- | ------------ | ------------ | ------------------- | --------- | ------- | ---- |
| 4     | Четверг, 21:30 (15 октября 2009 — 20 мая 2010) Четверг, 21:00 (14 января 2010) Четверг, 20:30 (22 апреля 2010) | 15 октября 2009 | 6,39            | 20 мая 2010  | 5,45         | 22                  | 2009—2010 | 5,880   | 86   |

### Награды и номинации
| Награда                                 | Категория                                                                                               | Номинант               | Результат |
| --------------------------------------- | --- | ---------------------- | --------- |
| Золотой глобус                          | Лучший телевизионный сериал (комедия или мюзикл)                                                        | «Студия 30»            | Номинация |
| Золотой глобус                          | Лучшая мужская роль в телевизионном сериале (комедия или мюзикл)                                        | Алек Болдуин           | Победа    |
| Золотой глобус                          | Лучшая женская роль в телевизионном сериале (комедия или мюзикл)                                        | Тина Фей               | Номинация |
| Премия Гильдии киноактёров США          | Лучшая мужская роль в комедийном сериале                                                                | Алек Болдуин           | Победа    |
| Премия Гильдии киноактёров США          | Лучшая женская роль в комедийном сериале                                                                | Тина Фей               | Победа    |
| Премия Гильдии киноактёров США          | Лучший актёрский состав в комедийном сериале                                                            | «Студия 30»            | Номинация |
| Эмми                                    | Лучший комедийный сериал                                                                                | «Студия 30»            | Номинация |
| Эмми                                    | Лучший актёр комедийного сериала                                                                        | Алек Болдуин           | Номинация |
| Эмми                                    | Лучшая актриса комедийного сериала                                                                      | Тина Фей               | Номинация |
| Эмми                                    | Лучшая актриса второго плана в комедийном телесериале                                                   | Джейн Краковски        | Номинация |
| Эмми                                    | Лучший приглашённый актёр в комедийном телесериале                                                      | Уилл Арнетт            | Номинация |
| Эмми                                    | Лучший приглашённый актёр в комедийном телесериале                                                      | Джон Хэмм              | Номинация |
| Эмми                                    | Лучшая приглашённая актриса в комедийном телесериале                                                    | Элейн Стритч           | Номинация |
| Эмми                                    | Лучший подбор актёров в комедийном телесериале                                                          | «Студия 30»            | Номинация |
| Эмми                                    | Лучшая операторская работа в получасовом телесериале                                                    | «Студия 30»            | Номинация |
| Эмми                                    | Лучшие костюмы в телесериале                                                                            | «Студия 30»            | Номинация |
| Эмми                                    | Лучшая режиссёрская работа в комедийном телесериале                                                     | Дон Скардино           | Номинация |
| Эмми                                    | Лучший монтаж видео в комедийном телесериале                                                            | «Студия 30»            | Номинация |
| Эмми                                    | Лучший монтаж звука в получасовом комедийном, драматическом или анимационном телесериале                | «Студия 30»            | Номинация |
| Эмми                                    | Лучший сценарий в комедийном телесериале                                                                | Мэтт Хаббард           | Номинация |
| Эмми                                    | Лучший сценарий в комедийном телесериале                                                                | Тина Фей Кей Кэннон    | Номинация |
| Премия Гильдии продюсеров США           | Премия года продюсеру комедийного сериала имени Дэнни Томаса                                            | «Студия 30»            | Победа    |
| Премия NAACP                            | Лучший комедийный телесериал                                                                            | «Студия 30»            | Номинация |
| Премия NAACP                            | Лучшая мужская роль второго плана в комедийном телесериале                                              | Трейси Морган          | Номинация |
| Премия NAACP                            | Лучшая режиссёрская работа в комедийном телесериале                                                     | Кен Уиттингем          | Победа    |
| Премия «Спутник»                        | Лучший телесериал (комедия или мюзикл)                                                                  | «Студия 30»            | Номинация |
| Премия «Спутник»                        | Лучшая актриса в телесериале (комедия или мюзикл)                                                       | Тина Фей               | Номинация |
| Премия «Спутник»                        | Лучший актёр в телесериале (комедия или мюзикл)                                                         | Алек Болдуин           | Номинация |
| Премия Гильдии сценаристов США          | Лучший комедийный телесериал                                                                            | «Студия 30»            | Номинация |
| Премия Гильдии сценаристов США          | Лучший эпизод комедийного телесериала                                                                   | «Anna Howard Shaw Day» | Номинация |
| Премия имени Грейси Аллен               | Лучший комедийный телесериал                                                                            | «Студия 30»            | Победа    |
| Выбор народа                            | Лучший актёр в комедийном телесериале                                                                   | Алек Болдуин           | Номинация |
| Выбор народа                            | Лучшая актриса в комедийном телесериале                                                                 | Тина Фей               | Номинация |
| Премия Гильдии художников-постановщиков | Лучшее техническое воплощение творческого замысла в отдельном получасовом эпизоде, снятом одной камерой | «Студия 30»            | Номинация |

## Релиз на DVD
21 сентября 2010 года первый сезон был выпущен на DVD в первом регионе, 25 октября 2010 — во втором, а 3 ноября 2010 — в четвёртом регионе. Издание состоит из двадцати двух эпизодов на трёх дисках, с видео формата 1,78:1 (16:9) и двумя аудиодорожками на английском языке, Dolby Surround 5.1 и 2.1, а также с испанским субтитрами. DVD включает в себя аудиокомментарии к десяти эпизодам, удалённые и закадровые сцены, небольшой фильм про создание эпизода «I Do Do», песню «Tennis Night in America», а также фотогалерею к сезону.

## Эпизоды
| №  | №  | Название                                                                    | Режиссёр(ы)         | Сценарист(ы)                         | Дата показа в США | Код серии | Кол-во |
| -- | -- | --------------------------------------------------------------------------- | ------------------- | ------------------------------------ | ----------------- | --------- | ------ |
| 59 | 1  | «Season 4» «Сезон 4»                                                        | Дон Скардино        | Тина Фей                             | 15 октября 2009   | 401       | 6,39   |
| 60 | 2  | «Into the Crevasse» «Разрушение»                                            | Бет Маккарти Миллер | Роберт Кэрлок                        | 22 октября 2009   | 402       | 6,68   |
| 61 | 3  | «Stone Mountain» «Каменная гора»                                            | Дон Скардино        | Джон Ригги                           | 29 октября 2009   | 403       | 6,01   |
| 62 | 4  | «Audition Day» «День прослушивания»                                         | Бет Маккарти Миллер | Мэтт Хаббард                         | 5 ноября 2009     | 404       | 6,15   |
| 63 | 5  | «The Problem Solvers» «Люди, решающие проблемы»                             | Джон Ригги          | Рон Уэйнер                           | 12 ноября 2009    | 405       | 6,00   |
| 64 | 6  | «Sun Tea» «Солнечный чай»                                                   | Гейл Манкузо        | Джон Сигал и Дилан Морган            | 19 ноября 2009    | 406       | 5,72   |
| 65 | 7  | «Dealbreakers Talk Show #0001» «Провал ток-шоу № 1»                         | Дон Скардино        | Кей Кэннон                           | 3 декабря 2009    | 407       | 6,08   |
| 66 | 8  | «Secret Santa» «Скрытый Санта»                                              | Бет Маккарти Миллер | Тина Фей                             | 10 декабря 2009   | 408       | 6,70   |
| 67 | 9  | «Klaus and Greta» «Клаус и Грета»                                           | Гейл Манкузо        | Роберт Кэрлок                        | 14 января 2010    | 409       | 5,12   |
| 68 | 10 | «Black Light Attack!» «Воздействие невидимого излучения»                    | Дон Скардино        | Стив Хелай                           | 14 января 2010    | 410       | 5,01   |
| 69 | 11 | «Winter Madness» «Зимнее безумие»                                           | Бет Маккарти Миллер | Вэли Чандрасекаран и Том Керауло     | 21 января 2010    | 411       | 5,58   |
| 70 | 12 | «Verna» «Верна»                                                             | Дон Скардино        | Рон Уэйнер                           | 4 февраля 2010    | 412       | 5,79   |
| 71 | 13 | «Anna Howard Shaw Day» «День Анны Говард Шоу»                               | Кен Уиттингэм       | Мэтт Хаббард                         | 11 февраля 2010   | 413       | 6,00   |
| 72 | 14 | «Future Husband» «Будущий муж»                                              | Дон Скардино        | Трейси Уигфилд и Джон Хэллер         | 11 марта 2010     | 414       | 5,89   |
| 73 | 15 | «Don Geiss, America and Hope» «Дон Гейсс, Америка и надежда»                | Стивен Ли Дэйвис    | Джек Бёрдитт и Трейси Уигфилд        | 18 марта 2010     | 415       | 6,80   |
| 74 | 16 | «Floyd» «Флойд»                                                             | Миллисент Шелтон    | Пола Пелл                            | 25 марта 2010     | 416       | 6,25   |
| 75 | 17 | «Lee Marvin vs. Derek Jeter» «Ли Марвин против Дерека Джетера»              | Дон Скардино        | Кей Кэннон и Тина Фей                | 22 апреля 2010    | 417       | 4,00   |
| 76 | 18 | «Khonani» «Хонани»                                                          | Бет Маккарти Миллер | Вэли Чандрасекаран                   | 22 апреля 2010    | 418       | 5,16   |
| 77 | 19 | «Argus» «Аргус»                                                             | Джефф Ричмонд       | Джон Сигал, Дилан Морган и Пола Пелл | 29 апреля 2010    | 419       | 5,44   |
| 78 | 20 | «The Moms» «Мамочки»                                                        | Джон Ригги          | Кей Кэннон и Роберт Кэрлок           | 6 мая 2010        | 420       | 5,42   |
| 79 | 21 | «Emanuelle Goes to Dinosaur Land» «Эммануэль отправляется в мир динозавров» | Бет Маккарти Миллер | Мэтт Хаббард                         | 13 мая 2010       | 421       | 4,96   |
| 80 | 22 | «I Do Do» «Я действительно работаю»                                         | Дон Скардино        | Тина Фей                             | 20 мая 2010       | 422       | 5,45   |